# Alesia Garcia
Alesia Marie Garcia (2000. január 13. –) amerikai női labdarúgó.

## Pályafutása
Garcia a coloradói Aurorában született és már korai gyermekkorában kezdett el labdarúgással foglalkozni. Mielőtt felvételt nyert az Új-mexikói Egyetemre, a helyi Colorado Storm fiataljai közt építette karrierjét. 2018 óta vett részt az New Mexico Lobos együttesével az NCAA nyugati bajnokságában, 2021-től pedig egy szezonon keresztül a Louisiana State University színeiben lépett pályára. Egyetemi időszaka alatt 77 mérkőzésen 25 találatot jegyzett.
2023. február 14-én élete első profi szerződését kötötte meg a Ferencváros együttesével. Bemutatkozása eredményesen indult a zöld-fehéreknél és a  2023–24-es idényben 13 meccsen 8 gólt szerzett a bajnoki és kupasorozatokat is együttvéve.
Kontraktusa lejártával Törökországba, a Fatih Vatanspor gárdájához igazolt. Féléves isztambuli tartózkodása alatt 11 tétmérkőzést játszott, melyeken 2 gólt szerzett, majd a bajnokság végén újabb megállapodást írt alá korábbi csapatával, a Ferencvárossal.

## Statisztikái

### Klubcsapatokban
2025. május 11-ig bezárólag
| Klub             | Szezon           | Bajnokság | Bajnokság | Kupa  | Kupa | Nemzetközi | Nemzetközi | Össz. | Össz. |
| Klub             | Szezon           | Mérk.     | Gól       | Mérk. | Gól  | Mérk.      | Gól        | Mérk. | Gól   |
| ---------------- | ---------------- | --------- | --------- | ----- | ---- | ---------- | ---------- | ----- | ----- |
| Ferencváros      |                  |           |           |       |      |            |            |       |       |
| 2023–24          | 12               | 6         | 1         | 2     | 0    | 0          | 13         | 8     |       |
| Összesen         | 12               | 6         | 1         | 2     | 0    | 0          | 13         | 8     |       |
| Fatih Vatanspor  |                  |           |           |       |      |            |            |       |       |
| 2023–24          | 11               | 2         | 0         | 0     | 0    | 0          | 11         | 2     |       |
| Összesen         | 11               | 2         | 0         | 0     | 0    | 0          | 11         | 2     |       |
| Ferencváros      |                  |           |           |       |      |            |            |       |       |
| 2024–25          | 20               | 13        | 3         | 0     | 0    | 0          | 23         | 13    |       |
| Összesen         | 20               | 13        | 3         | 0     | 0    | 0          | 23         | 13    |       |
| Karrier összesen | Karrier összesen | 43        | 21        | 4     | 2    | 0          | 0          | 47    | 23    |